# Светих 45 мученика из Никопоља
Светих 45 мученика су ранохришћански мученици, предвођени Леонтијем, Маврикијем, Данилом, Антонијем, Александаром и Сисинијем, који су пострадали током прогона хришћана у 4. веку у граду Никопољу Јерменски.
Православна црква прославља свете мученике никопољске 23 (10) јула.
У време цара Ликинија, који је у то време владао источним делом Византијског царства, покренут је велики прогон хришћана. Не чекајући да дођу по њих, четрдесет и пет хришћана на челу са Светим Леонтијем, се састало и одлучило да сами добровољно изађу пред суд, и на њему исповеде веру у Исуса Христа и добровољно прихвате мучење и смрт. 
Након тога, заједно су се јавили поглавару Јерменске области Лисија и изјаснили се да су хришћани. Зачудивши се једнодушној слози толиких људи и њиховом јуначком добровољном доласку, поглавар Лисиније их је упитао: "Откуда сте? и ко вас научи не поклањати се боговима нашим?". На то је одговорио свети Александар: "Овдашњи смо, неки из града, неки са села, ова земља је наша отаџбина, а отац нам је Христос небески; Он нас научи не клањати се лажним боговима, глувим и слепим, делу руку људских". Лисиније је упитао: "А где је ваш Христос? Не би ли Он распет, и не умре ли?". На то је одговорио Свети Леонтије: "Кад знаш да наш Христос умре, знај да и васкрсе из мртвих и вазнесе се на небо. Јер Он добровољно умре за нас, и опет устаде као Син Божји". 
Разјарен овим речима светог Леонтија, Лисиније је наредио да камењем бију по устима све исповеднике Христове, говорећи: Нека буду бијена уста, из којих излази хула на богове наше. Потом мучитељ је наредио да их све окују у железне ланце и баце у тамницу. 
У тамници су мучени и присиљавани да се поклоне паганским идолима. На крају су сви осуђени на смрт тако, да им прво секиром буду одсечене руке и ноге, а онда буду бачени у огањ. Њихово мученичко страдање десило се 319. године.